# Océane Dodin
Océane Dodin (født 24. oktober 1996 i Lille, Frankrig) er en professionel tennisspiller fra Frankrig.